# Achitofel

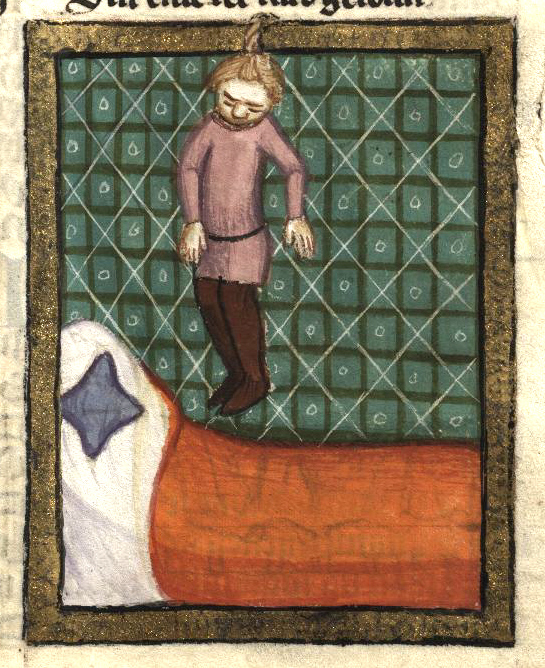
Achitofel hangt zich op, anonieme miniatuur (tussen 1350 en 1375)

Achitofel (Hebreeuws: אֲחִיתֹפֶל, ’ăchîtofæl, misschien: "[de] broer is een domkop") was volgens de Hebreeuwse Bijbel eerst raadsman van koning David en daarna van diens zoon en troonpretendent Absalom. Zijn reputatie en invloed was zo groot dat "men een raadgeving van Achitofel evenzeer ter harte [nam] als wanneer men God zelf om een uitspraak vroeg" (2 Samuel 16:23).
Achitofel kwam oorspronkelijk uit Gilo, gelegen in de heuvels van Juda (2 Samuel 15:12). Hij was de vader van Eliam, een van Davids sterke mannen (2 Samuel 23:34) en daarmee mogelijk de grootvader van Batseba (2 Samuel 11:3; 23:34).

## Achitofels verraad en einde
Achitofel was eerst de raadsman van David, maar toen diens zoon Absalom een staatsgreep wilde plegen, sloot Achitofel zich als adviseur bij hem aan (2 Samuel 15:31). Achitofel gaf Absalom het advies David te trotseren door bezit te nemen van zijn bijvrouwen in het paleis (2 Samuel 16:21-22). Vervolgens vroeg Achitofel aan Absalom toestemming om met 12.000 mannen David aan te vallen. Absalom had echter nog een raadgever, Husai. Husai veinsde vriendschap voor Absalom, maar was in feite een spion van David. Hij vertelde Absalom dat hij David heel goed kende en legde uit waarom het geen zin had om hem achterna te zitten. Uiteindelijk luisterde Absalom naar Husai in plaats van Achitofel (2 Samuel 17:1-14). "Toen Achitofel merkte dat zijn raad niet werd opgevolgd ... verhing hij zich" (2 Samuel 17:23).